# Madahoplia heydeli
Madahoplia heydeli är en skalbaggsart som beskrevs av Marc Lacroix 1998. Madahoplia heydeli ingår i släktet Madahoplia och familjen Melolonthidae. Inga underarter finns listade i Catalogue of Life.